# Ragaszkodom a szerelemhez (film, 1943)
A Ragaszkodom a szerelemhez 1943-ban bemutatott magyar filmvígjáték Hamza D. Ákos rendezésében.

## Tartalom
|  | Alább a cselekmény részletei következnek! |

Dr. Bajor Kálmán, az ötven felett járó, de még mindig jó megjelenésű ügyvéd beleszeret barátja titkárnőjébe, a húszéves Valiba. Elhódítja udvarlójától, Tibortól, és feleségül kéri. Mimi, aki egyidős a menyasszonnyal, női ravaszsághoz folyamodik, hogy megakadályozza ezt a nagy korkülönbség miatt kétes kimenetelű és a közvélemény által rossz szemmel nézett házasságot. Szövetkezik apja barátjával, Árpád bácsival, és eljátsszák, hogy egymásba szerettek. 
A játék azonban komolyra fordul, Árpád bácsi valóban beleszeret a csinos kis Mimibe, és megkéri a kezét. Bajor Kálmán ekkor belátja tévedését, rájön: ugyanolyan öreg Valihoz, mint Árpád Mimihez, és lemond a házasságról.
|  | Itt a vége a cselekmény részletezésének! |

## Szereplők
- Mimi – Fényes Alice
- Vali – Hidvéghy Valéria
- Dr. Bajor Kálmán – Ajtay Andor
- Árpád bácsi – Mihályi Ernő
- Annus – Szabó Klári
- Böske – Salamon Erzsi
- Béla – Benkő Gyula
- Tibor – Hidassi Sándor
- Vali szülei – Somogyi Nusi és Gárday Lajos
- Jeromes – Danis Jenő
- Szobaleány – Bors Kató
- Szakácsnő – T. Oláh Böske
- Énekes – Kazal László